# Cortandone
Cortandone är en ort och kommun i provinsen Asti i regionen Piemonte i Italien. Kommunen hade 315 invånare (2018).